# 内藤五胤
内藤 五胤（ないとう ごいん、2002年7月30日 - ）は、日本のアイドルであり、6人組男性アイドルグループ「世が世なら!!!」のメンバーである。
埼玉県出身。つばさ男子プロダクション所属。

## 来歴
2021年10月1日、つばさレコーズによるつばさ男子プロダクション設立とともに結成された世が世なら!!!の初期メンバー。

## 人物
- 特技：通りすがる人の名前を予想すること・アニメ鑑賞 [3]
- 趣味：手話・アニメソングイントロドン・バスケットボール [3]

## 出演

### 舞台
- 劇団TEAM-ODAC第38回本公演『続・猫と犬と約束の燈〜宝物の手〜』（2023年9月27日 - 10月1日、新国立劇場 小劇場）（一ノ瀬優とWキャスト）[4]
- Monkey Works Vol.11 「明日は捲る」（2024年5月15日 - 19日、シアターサンモール） - 湯川拓郎 役[5]
- 劇団TEAM-ODAC 第43回本公演「ダルマ」（2024年7月3日 - 7日、こくみん共済 coop ホール／スペース・ゼロ） - 天馬 役[6]
- ライドカメンズ The STAGE（1月11日 - 26日、サンシャイン劇場 / 1月30日 - 2月2日、梅田芸術劇場 シアター・ドラマシティ） - 千戸瀬数馬 役[7]

### 映画
- 尾かしら付き。（2023年8月18日公開）[8]
- アオショー!（2025年9月5日公開予定、ギグリーボックス）-  篠窪歩 役

### 配信ドラマ
- しながわミステリークラブ（2024年、しなロケ 品川区フィルムコミッション） - 長谷川陸 役[10]
- ショートドラマ『このマンガ読んだ？』（2025年7月9日、11日、28日配信分） - 編田 役[11]